# 杜梅
杜梅（越南语：／，發音：[ɗǒˀ mɨ̂əj]；1917年2月2日—2018年10月1日），原名阮維貢（Nguyễn Duy Cống），是越南前党和国家最高领导人，曾任越共中央总书记和部长会议主席（总理）等职务。

## 生平
杜梅生于河内市青池縣東美社，1939年加入印度支那共产党。先后任河东省省委书记、河南省省委书记、南定省主席兼省委书记、第三联区党委委员兼宁平省省委书记，1955年任海防市市委书记兼市军政委员会主席，1958年任商业部部长，1967年至1968年任国家物价委员会主任、政府监察团团长，1969年至1973年任副总理兼国家基本建设委员会主任；1973年至1976年任副总理兼建设部部长。1976年任政府副总理，1982年当选为越共中央政治局委员，并任部长会议副主席（副总理），1988年至1991年任部长会议主席（总理），1991年至1997年任越共中央总书记，后任越共中央顾问。

## 逝世
越南共产党中央保健委员会于2018年10月2日发表声明，因年高老迈，长期卧病在床，後于10月1日23时12分在河内108军医院逝世，享嵩壽101岁。
2018年10月7日越南政府為其舉行國葬，靈柩長眠於家鄉河内市青池縣。

## 荣誉

### 越南勋章奖章
- 金星勋章[3]

### 外国勋章奖章
- 旭日大绶章（日本，2018年10月1日公布[4]，2018年12月4日于河内日本驻越南大使馆追授[5]）